# Niloofar Hamedi
Niloofar Hamedi (en persa: نیلوفر حامدی) es una periodista iraní que trabaja para el diario reformista Sharg. Participó activamente en las protestas de Mahsa Amini de 2022.

## Desarrollo
Fue detenida durante las protestas de Mahsa Amini por dar la noticia sobre la mujer detenida por llevar mal el hiyab e informar sobre el trato que recibía de la Policía de la Moralidad iraní. Hamedi también es conocida por su trabajo como una de las primeras periodistas que entrevistó a la familia y al abogado del escritor encarcelado Sepideh Rashnu, y publicó un informe de investigación sobre su caso.
El 16 de septiembre de 2022, Hamedi tuvo acceso al Hospital Kasra de Teherán, donde Mahsa Amini, de 22 años, estaba siendo tratada tras su detención por la policía de moralidad por llevar supuestamente su hiyab obligatorio de forma inapropiada. Ese mismo día, y más o menos en el momento de la muerte de Amini, Hamedi tuiteó una foto de los padres de Amini abrazados y llorando en el hospital. Esa foto se difundió rápidamente junto con el reportaje de Hamedi sobre la muerte de Amini, y acabó convirtiéndose en el motivo para una espiral de protestas a escala nacional.
Como consecuencia de su cobertura informativa, Hamedi fue detenida por las fuerzas de seguridad el 21 de septiembre, tras una oleada de detenciones de periodistas y estudiantes. La cuenta de Twitter de Hamedi, donde había publicado originalmente la influyente foto de los padres de Amini, fue suspendida sin explicación alguna. Según el abogado de Hamedi, Mohammad Ali Kamfirouzi, ésta fue interrogada y recluida en régimen de aislamiento en la prisión de Evin, en Teherán. El 4 de noviembre de 2022, la Guardia Revolucionaria Islámica acusó a Hamedi y a Elaheh Mohammadi, dos periodistas iraníes que habían informado sobre la muerte de Amini, de ser agentes extranjeros de Estados Unidos.

## Encarcelamiento y difamación
Niloofar Hamedi está detenida en el ala de seguridad 209 de la prisión de Evin, en Teherán. No se sabe cuándo será juzgada. Entretanto los servicios secretos de la revolución se han hecho cargo de difundir en redes sociales una larga serie de bulos y noticias falsas acerca de ella y de Elahe Mohammadi que también se encuentra en la misma cárcel y sección.